# ГЕС Borçka
ГЕС Borçka — гідроелектростанція на північному сході Туреччини. Знаходячись між ГЕС Дерінер (вище по течії) та ГЕС Муратлі, входить до складу каскаду на річці Чорох, яка впадає до Чорного моря біля грузинського міста Батумі.
В межах проекту річку перекрили земляною греблею висотою 146 метрів (від фундаменту, висота від дна річки – 86 метрів) та довжиною 728 метрів, яка потребувала 8 млн м3 матеріалу (крім того, під час будівництва провели екскавацію 11 млн м3 породи та використали 0,5 млн м3 бетону). Вона утримує водосховище з площею поверхні 10,8 км2 та об’ємом 418 млн м3 (корисний об’єм 151 млн м3), в якому припустиме коливання рівня у операційному режимі між позначками 170 та 185 метрів НРМ.
У пригреблевому машинному залі встановили дві турбіни типу Френсіс потужністю по 150 МВт, які при напорі у 89 метрів повинні забезпечувати виробництво 1039 млн кВт-год електроенергії на рік.